# Kyosuke Tagawa
Kyosuke Tagawa (n. 11 februarie 1999, Prefectura Kagoshima, Japonia) este un fotbalist japonez.
Tagawa a debutat la echipa națională a Japoniei în anul 2019.

## Statistici
| Japonia | Japonia | Japonia |
| An      | Meciuri | Goluri  |
| ------- | ------- | ------- |
| 2019    | 2       | 1       |
| Total   | 2       | 1       |